# Osbornellus bimarginatus
Osbornellus bimarginatus är en insektsart som beskrevs av Delong 1923 . Osbornellus bimarginatus ingår i släktet Osbornellus och familjen dvärgstritar. Utöver nominatformen finns också underarten O. b. montanus.